# فیلیپ مک‌گینلی
فیلیپ مک‌گینلی (انگلیسی: Philip McGinley؛ زادهٔ ۶ ژوئن ۱۹۸۱) بازیگر اهل بریتانیا است.
از فیلم‌ها یا برنامه‌های تلویزیونی که وی در آن نقش داشته‌است، می‌توان به پرومتئوس، هاوکینگ، خیابان کورونیشن و و اینک نگهبانی او پایان یافت اشاره کرد.